# فوئنتکامبرن
فوئنتکامبرن (به اسپانیایی: Fuentecambrón) یک دهستان در اسپانیا است که در سریا واقع شده‌است.

## خصوصیات
فوئنتکامبرن ۴۸ کیلومترمربع مساحت و ۵۸ نفر جمعیت دارد.